# Pădureni (okręg Kluż)
Pădureni – wieś w Rumunii, w okręgu Kluż, w gminie Chinteni. W 2011 roku liczyła 98 mieszkańców.